# Cetyně
Cetyně (en allemand : Zetin) est une commune du district de Příbram, dans la région de Bohême-Centrale, en République tchèque. Sa population s'élevait à 161 habitants en 2020.

## Géographie
Cetyně se trouve à 14 km au sud-est de Příbram et à 58 km au sud-sud-ouest de Prague.
La commune est limitée par Smolotely au nord, par Bohostice à l'est, par Kozárovice et Bukovany au sud, et par Zbenice et Pečice à l'ouest.

## Histoire
La première mention écrite de la localité date de 1336.

## Transports
Par la route, Cetyně se trouve à 17 km de Příbram et à 70 km de Prague.